# Sebúlcor
Sebúlcor – gmina w Hiszpanii, w prowincji Segowia, w Kastylii i León, o powierzchni 27,71 km². W 2011 roku gmina liczyła 275 mieszkańców.